# 樵夫·廖俊波
樵夫·廖俊波，中国传记电影，2019年9月6日上映，由宁敬武自编自导，郭广平、陶红、洪浚嘉、戴卓凝主演的一部人物传记剧情片，根据2017年去世后被追授为“时代楷模”的中国共产党政和县委员会书记廖俊波的生平改编。该片片名源自廖俊波的微信昵称“樵夫”。

## 发行
| 上一届： 《葉問4：完結篇》 | 2020年中国内地一周票房冠军 第8週 | 下一届： 《誤殺》 |